# Holzmarkt (Hannover)

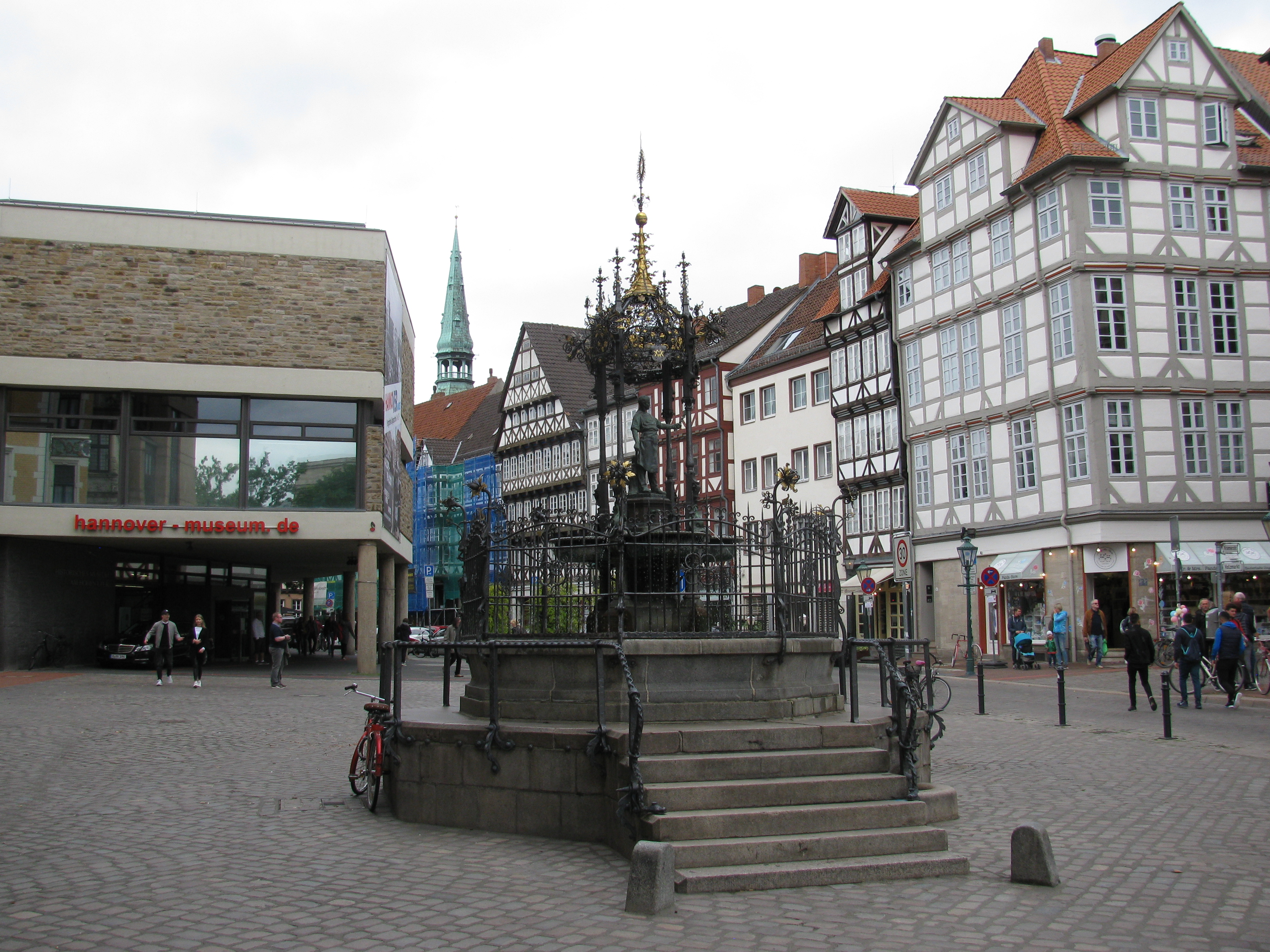
Blick auf den Holzmarktbrunnen (Mitte) mit dem Historischen Museum Hannover (links) und dem Fachwerkhaus an der Burgstraße Ecke Kramerstraße (rechts)

Der Holzmarkt ist eine historische Platzanlage in der Altstadt von Hannover in Niedersachsen. Die Namensgebung der schon 1593 so genannten Anlage im heutigen Stadtteil Mitte geht auf die Vermutung zurück, dass zwischen der Leinstraße und der Burgstraße „[...] früher der Holzhandel statt[fand].“ Mehrere Bauwerke vor Ort wurden unter Denkmalschutz gestellt.

## Geschichte und Beschreibung
Nach seiner ersten Erwähnung Ende des 16. Jahrhunderts diente der Holzmarkt im Jahr 1727 zur Ausrichtung eines Volksfestes, das anlässlich der Krönung von Georg II. zum König von Großbritannien und Irland veranstaltet worden war.
Ab 1783 diente die Anlage als Marktplatz für Heu und Stroh.
Auf dem Stadtplan Hannovers von 1822 wurde der Holzmarkt als platzartige, nur im Westen und Osten bebaute Aufweitung zwischen der Burg- und der Leinstraße eingezeichnet. Dort wurde der Platz von den durch die Brücken über die Leine ermöglichten Flussquerungen im Zuge der Pferdestraße und der Schlossstraße begrenzt.
Ab 1869 produzierte die Fabrik chemischer Produkte und Farbewaaren Hartmann & Hauers am Holzmarkt 4 erstmals größere Mengen Backpulver nach der Rezeptur des Chemikers Justus von Liebig, womit die Firma Meine & Liebig ihren Aufschwung nahm.
In der Mitte des Platzes wurde 1896 der anlässlich des 100-jährigen Firmenjubiläums der Firma Oskar Winter der gleichnamige „Oskar-Winter-Brunnen“ aufgestellt, der später auch als Holzmarktbrunnen benannt wurde.
Die Luftangriffe auf Hannover im Zweiten Weltkrieg überdauerten unter anderem „die Eckbauten an der Einmündung der Pferdestraße“, das sogenannte Noltehaus, das Fachwerkhaus Holzmarkt 3, das Geburtshaus des Bibliothekars und Historikers Georg Heinrich Pertz unter der Adresse Holzmarkt 2 sowie das Haus Kramerstraße Ecke Burgstraße.
Ab 1966 grenzt zudem der im selben Jahr eingeweihte Neubau des Historischen Museum Hannover an den Holzmarkt.
Anfang der 1980er Jahre wurde am „Holzmarkt 5“ die Fassade des ursprünglich in der Schmiedestraße 10 gelegenen Leibnizhauses rekonstruiert. Es wird seitdem von den Hochschulen Hannovers als Haus der Begegnung genutzt.